# Carlo Enrico De Simone
Carlo Enrico De Simone (Bienne, 1930 – Chieti, 8 febbraio 1984) è stato un architetto italiano.

## Biografia
Carlo Enrico De Simone si laurea in Architettura presso l'Università di Napoli nel 1961 e nello stesso anno consegue l'abilitazione all'esercizio della professione.
Collabora come assistente volontario con i professori Mario Zocca, R. D'Ambrosio, Roberto Pane ed altri presso la cattedra di Urbanistica della facoltà di Architettura dell'Università degli Studi di Napoli.
Durante il periodo degli studi compie numerosi viaggi all'estero, in particolare nel Nord Europa, per approfondire le proprie cognizioni e acquisire esperienza nel campo dell'edilizia sociale.
Nel 1963 avvia in proprio l'attività professionale, stabilendo il proprio studio prima a Pescara e successivamente a Chieti; affianca alla propria attività professionale numerosi lavori di studio e ricerca presso l'Università degli studi di Napoli.
Nel 1964 partecipa al primo concorso Gescal per l'iscrizione all'Albo nazionale e risulta idoneo per la sezione Urbanistica e per la sezione Edilizia.
Sino alla sua scomparsa risulta titolare della cattedra di Architettura e arredamento presso l'Istituto statale d'arte "Nicola da Guardiagrele" di Chieti e dirige il Laboratorio dei disegnatori di architettura e arredamento.
Svolge un'intensa attività di progettazione, che spazia dall'edilizia privata (edifici condominiali, edifici residenziali, ville, allestimenti e interni), agli edifici della pubblica amministrazione, con particolare attenzione agli edifici e impianti sportivi e ricreativi e agli edifici e impianti industriali, puntualmente documentata dal suo archivio. Numerose risultano anche le attività svolte nel campo dell'urbanistica, del restauro, del design e della pubblicistica nell'ambito del dibattito architettonico.
Nutre inoltre un profondo amore per la pittura e la sua produzione artistica risulta considerevole e originale.
Le sue capacità progettuali, tecniche, artistiche e grafiche ne fanno un esempio di architetto "rinascimentale", la cui preparazione risulta completa sotto ogni profilo professionale.
Tra i progetti da lui redatti: l'Istituto tecnico commerciale di Gissi, la Piscina del comune di Cupello (CH), gli impianti sportivi del comune di Mafalda (CB); numerosi complessi residenziali, ville e case di abitazione in territorio di Vasto e San Salvo (CH); alcuni stabilimenti industriali tra i quali la Cumi a Montesilvano (PE), la Protexa a Chieti Scalo, lo stabilimento per la costruzione ed il montaggio di automezzi pesanti, nuovo complesso Fiat a Termoli (CB); case per lavoratori-programma d'intervento sociale della Svoa S.p.A. di Vasto. Un importantissimo lavoro, svolto in collaborazione con altri due professionisti, risulta essere il nuovo ospedale SS. Annunziata di Chieti e il progetto di completamento della chiesa della SS. Trinità di Chieti.
Negli anni 1983-1984, ricopre la carica di presidente dell'Ordine degli architetti della provincia di Chieti fino alla sua morte, sopraggiunta prematuramente nel 1984.

## Opere
Progetti principali
- 1963 Protexa spa (Italia)

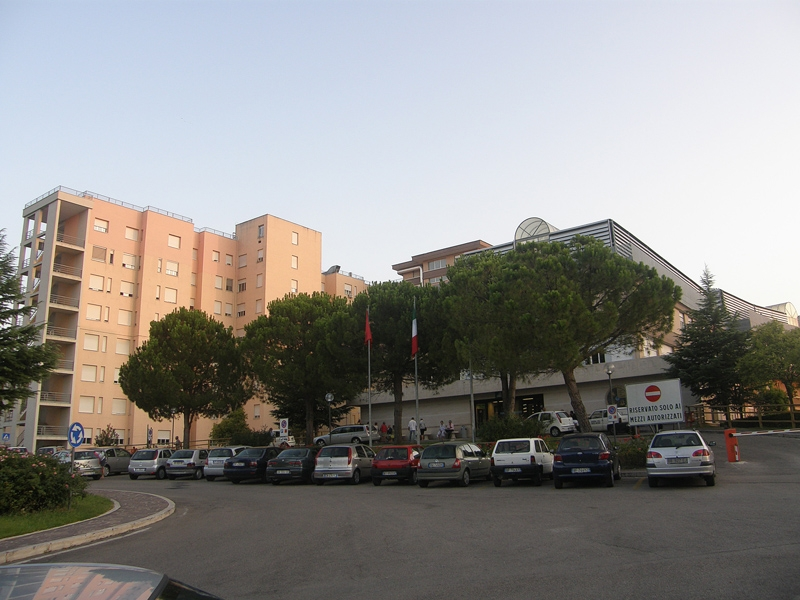
L'ospedale clinicizzato "Santissima Annunziata" di Chieti

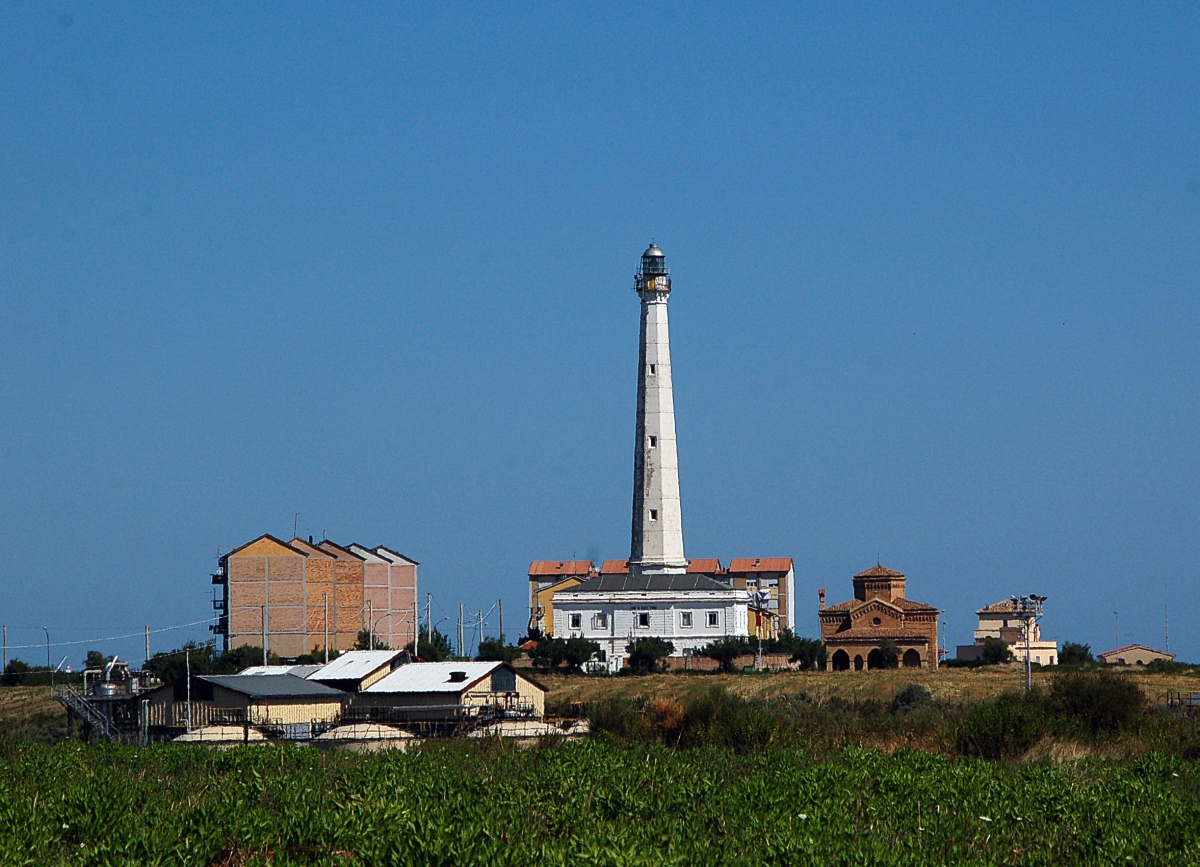
Punta Penna a Vasto, il faro e il villaggio operaio

- 1964 Casa La letizia per l'infanzia abbandonata, Francavilla al Mare - Lido d'Alcione (CH)
- 1965 Complesso residenziale Europa, Vasto (CH)
- 1965-1967 Edificio di sostituzione sulla piazza Rossetti, Vasto (CH)
- 1965-1978 Stabilimento della nuova concessionaria Fiat, Vasto Marina (CH)
- 1966 Villa residenziale, Scerni (CH)
- 1966-1967 Centro turistico, Vasto Marina (CH)
- 1966-1969 Nuovo stabilimento Cumi, Montesilvano (PE)
- 1966-1975 Ospedale civile SS. Annunziata, Chieti
- 1967 Nuovo stabilimento Favet in Pineto (TE)
- 1967 Palazzo della Rinascita Vastese, Vasto (CH)
- 1968 Casa plurifamiliare per vacanze al mare, Vasto Marina (CH)
- 1968 Complesso residenziale via D'Avalos, Vasto (CH)
- 1968 Fabbricato condominiale in corso Mazzini, Vasto (CH)
- 1968 Risanamento igienico edilizio del vecchio centro, Vasto (CH)
- 1968-1970 Villa multipla nella pineta di Pescara
- 1968 -1970 Casetta dell'erborista, Vasto (CH)
- 1968-1971 Centro residenziale per pescatori ed operai portuali Svoa, contrada Punta della Penna, Vasto (CH)
- 1968–1975 Casa di riposo per anziani, Capestrano (AQ)
- 1969 Progetto per una villetta, Francavilla al Mare (CH)
- 1969 Villaggio turistico Costa turchese, Vasto (CH)
- 1970 Tipografia Histonium, Vasto (CH)
- 1973 Casa di civile abitazione, Francavilla al Mare (CH)
- 1973 Farmacia-ambulatorio medico, San Salvo (CH)
- 1974-1981 Villa bifamiliare in via san Nicola, località S. Lucia, Vasto (CH)
- 1977-1984 Istituto tecnico commerciale, Gissi (CH)
- 1977-1983 Fabbricati residenziali, località via del Giglio, Aragona, Vasto (CH)
- 1978 Cooperativa residenziale G. Di Vittorio, Vasto (CH)
- 1980-1982 Attrezzature e impianti sportivi, Comune di Mafalda (CB)
- 1980-1984 Centro residenziale Ati, Vasto (CH)
- 1981-1982 Piscina di Cupello (CH)
- 1981 Ampliamento della cooperativa vinicola, Bomba (CH)
- 1984 Edicola funeraria, Vasto (CH)
- s.d. Albergo ad Antrodoco (RI)
- s.d. Albergo per la gioventù, Petacciato Marina (CB)
- s.d. Casa e studio per un architetto
- s.d. Complesso religioso, Pescara
- s.d. Cooperativa Casa Letizia, Chieti
- s.d. Cooperativa Il Sagittario, Cooperativa Lo Zodiaco, Vasto (CH)
- s.d. Fabbricato di civile abitazione e negozi in Piazza Oberdan - via C. Battisti, Atessa (CH)
- s.d. Grattacielo, Vasto (CH)
- s.d. Palazzo del Governo, Comune di Isernia
- s.d. Uffici Pineta di Pescara
- s.d. Unità residenziale per le ragazze della Fondazione Genova-Rulli, Vasto (CH)

## Archivio
L’archivio, dichiarato di notevole interesse storico dalla Soprintendenza archivistica per l’Abruzzo il 4 febbraio 2004, con il provvedimento n. 104, è stato riordinato in due soluzioni, tra il 2006 e il 2009, nell’ambito di un progetto di censimento e recupero degli archivi privati di architetti attivi in Abruzzo tra l’Unità d’Italia e il secondo dopoguerra, promosso dalla stessa soprintendenza. Al suo interno è stato rinvenuto un piccolo nucleo documentario prodotto dall’architetto Maria Luisa Cucullo, moglie e collaboratrice di De Simone.